# Ruisseau Rouge
Le ruisseau  Rouge est un tributaire de la rivière Magog, dont l'embouchure est situé au kilomètre 4.1 en aval du début du cours de la Magog, dans la municipalité de Magog au Canada, en Estrie. D'une longueur approximative de 15 kilomètres, il se jette sur la rive gauche de la rivière.